# Copa Presidente de la República (Mallorca)
La Copa Presidente de la República fue un torneo organizado por la Federación de Fútbol de las Islas Baleares entre 1934 y 1936 y disputado por los equipos de Primera categoría del Campeonato regional de Mallorca (Islas Baleares, España).

## Historia
El 14 de abril de 1934 el presidente de la Segunda República Española, Niceto Alcalá Zamora, ofreció una copa de plata para que fuera disputada por los mejores clubes de Mallorca. Por este motivo se organizó un torneo anual que se jugaría una vez terminada la temporada del campeonato regional oficial. De hecho funcionó como una repetición de éste, dado que los participantes eran casi los mismos y funcionaba de manera similar.
El torneo no tuvo nada que ver con la Copa del Rey, que entre 1931 y 1936 se llamó igual que este torneo. Tampoco tuvo ningún equivalente en el resto de islas del archipiélago balear: Menorca, Ibiza o Formentera.
La copa la obtendría en propiedad el equipo que ganara dos ediciones del torneo y por ello sólo duró tres temporadas. No quedó cancelado con el estallido del golpe de Estado del 18 de julio, como a priori puede parecer (de hecho el último partido del torneo se disputó el mismo 18 de julio de 1936), ya que las competiciones futbolísticas durante la Guerra Civil Española continuaron disputándose en Mallorca.

## Organización
La competición se celebraba en el tramo final de la temporada en curso, una vez terminadas la mayoría de las competiciones. Tenían derecho a disputarla los equipos de Primera categoría del campeonato territorial de Mallorca, se disputaba en formato de liga a doble vuelta y todos contra todos. Por todo ello el torneo era una repetición virtual del campeonato de Primera categoría.
Además, el torneo contribuyó a llenar fechas libres de competición en un momento en que la afición futbolística vivía un crecimiento espectacular. Hay que recordar que entonces ningún equipo balear competía la Liga española y la Primera categoría del campeonato regional no pasaba de cinco equipos, es decir, ocho jornadas de competición.

## Temporada 1933-34
Primera edición del torneo, disputada del 29 de abril al 24 de junio de 1934 por cuatro equipos, los mismos de Primera Categoría a excepción del FC Manacor.

### Clasificación final
| Posición | Equipo        | J | G | E | P | GF | GC | PTS |
| -------- | ------------- | - | - | - | - | -- | -- | --- |
| 1        | CD Mallorca   | 6 | 5 | 0 | 1 | 20 | 7  | 10  |
| 2        | Constancia FC | 6 | 3 | 1 | 2 | 20 | 17 | 7   |
| 3        | Baleares FC   | 6 | 2 | 0 | 4 | 16 | 20 | 4   |
| 4        | Athletic FC   | 6 | 1 | 1 | 4 | 9  | 21 | 3   |

Leyenda: J-partidos jugados, G-ganados, E-empatados, P-perdidos, GF-goles a favor, GC-goles en contra, PTS-puntos 

### Resultados finales
- Campeón de la primera edición: CD Mallorca

## Temporada 1934-35
Segunda edición del torneo, disputada del 24 de marzo al 30 de junio de 1935 por cuatro equipos, los mismos de Primera Categoría a excepción del Constancia FC.
| Posición | Equipo          | J | G | E | P | GF | GC | PTS |
| -------- | --------------- | - | - | - | - | -- | -- | --- |
| 1        | Baleares FC     | 6 | 3 | 3 | 0 | 15 | 8  | 9   |
| 2        | CD Mallorca     | 6 | 3 | 3 | 0 | 13 | 8  | 9   |
| 3        | Athletic FC     | 6 | 1 | 1 | 4 | 9  | 13 | 3   |
| 4        | Mediterráneo FC | 6 | 1 | 1 | 4 | 5  | 13 | 3   |

Leyenda: J-partidos jugados, G-ganados, E-empatados, P-perdidos, GF-goles a favor, GC-goles en contra, PTS-puntos

### Resultados finales
- Campeón de la segunda edición: Baleares FC

## Temporada 1935-36
Tercera edición del torneo, disputada del 22 de abril al 18 de julio de 1936 por cinco equipos, los mismos de Primera Categoría.
| Posición | Equip           | J | G | E | P | GF | GC | PTS |
| -------- | --------------- | - | - | - | - | -- | -- | --- |
| 1        | Baleares FC     | 8 | 5 | 2 | 1 | 18 | 8  | 12  |
| 2        | CD Mallorca     | 8 | 5 | 2 | 1 | 25 | 12 | 12  |
| 3        | Athletic FC     | 8 | 3 | 0 | 5 | 12 | 21 | 6   |
| 4        | Mediterráneo FC | 8 | 2 | 1 | 5 | 15 | 29 | 5   |
| 5        | Constancia FC   | 8 | 1 | 1 | 5 | 18 | 18 | 5   |

 Leyenda: J-partidos jugados, G-ganados, E-empatados, P-perdidos, GF-goles a favor, GC-goles en contra, PTS-puntos 

### Resultados finales
- Campeón de la tercera edición: Baleares FC

Se proclamó ganador de esta edición el conjunto balearico, aunque ha sido imposible averiguar exactamente el mecanismo. Hubo empate a puntos entre balearicos y mallorquinistas, también en los enfrentamientos entre sendos equipos, pero la media general de goles favorecía a los mallorquinistas.

## Palmarés
- Baleares FC (2): 1935, 1936
- CD Mallorca (1): 1934

Con el triunfo en la tercera edición el Baleares FC se llevó la copa de plata en juego después de haber ganado dos ediciones de manera consecutiva.